# Zdeněk Stromšík
Zdeněk Stromšík (25 de noviembre de 1994) es un deportista de la República Checa que compite en atletismo. Ganó una medalla de bronce en el Campeonato Europeo de Atletismo por Equipos de 2021, en la prueba de 4 × 100 m.